# Фиков Колок
Фиков Коло́к — посёлок в Чистопольском районе Республики Татарстан Российской Федерации. Входит в состав Совхозно-Галактионовского сельского поселения.

## География
Посёлок расположен на р. Толкишка в 15 км к востоку от г. Чистополь, в 1 км к югу от автодороги Чистополь — Нижнекамск.

## История
Основан в 1-й половине XIX в. До реформы 1861 жители относились к категории помещичьих крестьян. Занимались земледелием, разведением скота. До 1920 посёлок входил в Больше-Толкишевскую волость Чистопольского уезда Казанской губернии. С 1920 в составе Чистопольского кантона ТАССР. С 10.8.1930 в Чистопольском районе. С 1940-х годов был известен под названием Второе отделение совхоза им. Галактионова.
В 2001 г. постановлением Правительства РФ Второе отделение совхоза имени Галактионова переименовано в деревню Фиков Колок.

## Население
| 1859 | 1897 | 1920 | 1926 | 1938 | 1949 | 1958 |
| ---- | ---- | ---- | ---- | ---- | ---- | ---- |
| 35   | ↗120 | ↘112 | ↗125 | ↗346 | ↘325 | ↗382 |
| 1970 | 1979 | 1989 | 2000 | 2010 |      |      |
| ↗429 | ↘323 | ↘213 | ↘143 | ↘92  |      |      |

## Экономика
Полеводство, мясное скотоводство, свиноводство.

## Социальная инфраструктура
Неполная средняя школа.